# New Wave of British Heavy Metal
New Wave of British Heavy Metal (N.W.O.B.H.M.) – traduzindo para o português: Nova Onda Do Heavy Metal Britânico –  foi um fenômeno musical underground que surgiu na Inglaterra entre as décadas de 1970 e 1980. Apesar do nome, se espalhou pela Europa e pelo mundo.
Começou no final da década de 70, quando bandas clássicas e já consagradas de metal como Deep Purple, Led Zeppelin e Black Sabbath começam a ser eclipsadas no cenário musical pelo movimento punk (cada vez mais forte com bandas como Ramones, The Clash, Sex Pistols, Dead Kennedys, Exploited, GBH entre outras).
A Nova Onda Do Heavy Metal Britânico re-energizou o heavy metal ao final dos anos 1970 e início dos 1980. Ao final dos anos 70 o heavy metal estava estagnado com suas grandes estrelas (Led Zeppelin e Black Sabbath) buscando novas direções que fugiam de suas raízes metálicas, tais bandas se perdiam em suas próprias indulgências
A Nova Onda Do Heavy Metal Britânico retirou o blues da primeira geração do metal, adicionando velocidade ou mesmo ressaltando os aspectos metálicos daquele estilo. Sem se preocupar em atingir grandes audiências e no entanto, atingindo-as. Hoje, o referido e cultuado metal tradicional inclui muitas das bandas de NWOBHM; como o Metallica, que foi inspirado por bandas como Diamond Head e Iron Maiden.
São considerados como os grandes expoentes desse movimento: Iron Maiden, Judas Priest, Angel Witch, Venom, Def Leppard, Saxon, Motorhead e tantos outros, mas esse quinteto em especial conseguindo bastante sucesso midiático e popularidade nos anos 1980. Forte foi a influência que estes exerceram em vários outros grupos de hard rock, heavy metal e derivados dos anos 80 definindo aspectos centrais do chamado metal tradicional. Algumas chegaram a ser referência em outros estilos, como o Venom que é tido como o grande precursor do Black Metal, Judas Priest sendo pioneiro no uso de duas guitarras e Def Leppard, que ajudou a moldar o hard rock oitentista e pegou carona no AOR (rock de arena) com o álbum Hysteria. Outras bandas que tiveram bastante destaque foram: Diamond Head, Samson (banda onde começou Bruce Dickinson, atual frontman do Iron Maiden), Raven, Tygers of Pan Tang (banda que revelou John Sykes), Girlschool, Witchfinder General, entre muitas outras.